# Zwackhiomyces sphinctrinoides
Zwackhiomyces sphinctrinoides is een korstmosparasiet behorend tot de familie Xanthopyreniaceae. Hij parasiteert op de korstmos Blennothallia, Enchylium.

## Verspreiding
Zwackhiomyces sphinctrinoides is een Europese soort. In Nederland komt het zeer zeldzaam voor. 